# Портрет Максима Фёдоровича Ставицкого
«Портрет Максима Фёдоровича Ставицкого» — картина Джорджа Доу и его мастерской, из Военной галереи Зимнего дворца.
Картина представляет собой погрудный портрет генерал-майора Максима Фёдоровича Ставицкого из состава Военной галереи Зимнего дворца.
К началу Отечественной войны 1812 года полковник Ставицкий командовал 1-й бригадой 27-й пехотной дивизии, при защите Шевардинского редута был ранен, но строя не оставил и сражался при Бородино, где вновь получил рану, за отличие произведён в генерал-майоры и вынужден был оставить армию. Вернулся в строй во время Заграничного похода 1813 года, сражался в Пруссии, Саксонии и Франции, в сражении при Ла-Ротьере вновь был тяжело ранен.
Изображён в генеральском мундире, введённом для пехотных генералов 7 мая 1817 года. Слева на груди звезда ордена Св. Анны 1-й степени; на шее крест прусского ордена Красного орла 2-й степени; по борту мундира крест ордена Св. Владимира 2-й степени; справа на груди крест ордена Св. Георгия 4-го класса, серебряная медаль «В память Отечественной войны 1812 года» на Андреевской ленте, бронзовая дворянская медаль «В память Отечественной войны 1812 года» на Владимирской ленте и звезда ордена Св. Владимира 2-й степени. С тыльной стороны картины надпись: Stavitsky. Подпись на раме: М. Ѳ. Ставицкiй 2й, Генералъ Маiоръ.
7 августа 1820 года Комитетом Главного штаба по аттестации Ставицкий был включён в список «генералов, заслуживающих быть написанными в галерею». Гонорар Доу был выплачен 18 февраля и 10 марта 1820 года. Готовый портрет поступил в Эрмитаж 14 декабря 1835 года.
В 1840-е годы в мастерской И. П. Песоцкого по рисунку с портрета была сделана литография, опубликованная в книге «Император Александр I и его сподвижники» и впоследствии неоднократно репродуцированная.